# Абрамово (Арзамаський район)
Абра́мово (рос. Абрамово) — село в Арзамаському районі Нижньогородської області Росії, адміністративний центр Абрамівської сільради.

## Церква Різдва Іоанна Предтечі
Іоанно-Предтеченська церква була закрита в 1937 році, а 1975 року знищена. Дзвіниця заввишки в 36 метрів була частково розібрана та використовувалася як водонапірна башта. У 2000-х роках почалося відновлення церкви, яке було завершене до 2010 року. 12 жовтня архієпископ Нижньогородський та Арзамаський Георгій звершив у новозбудованому храмі Божественну літургію.

## Люди
В селі народився Селезньов Володимир Павлович (1912—1981) — український радянський графік і педагог.

## Галерея

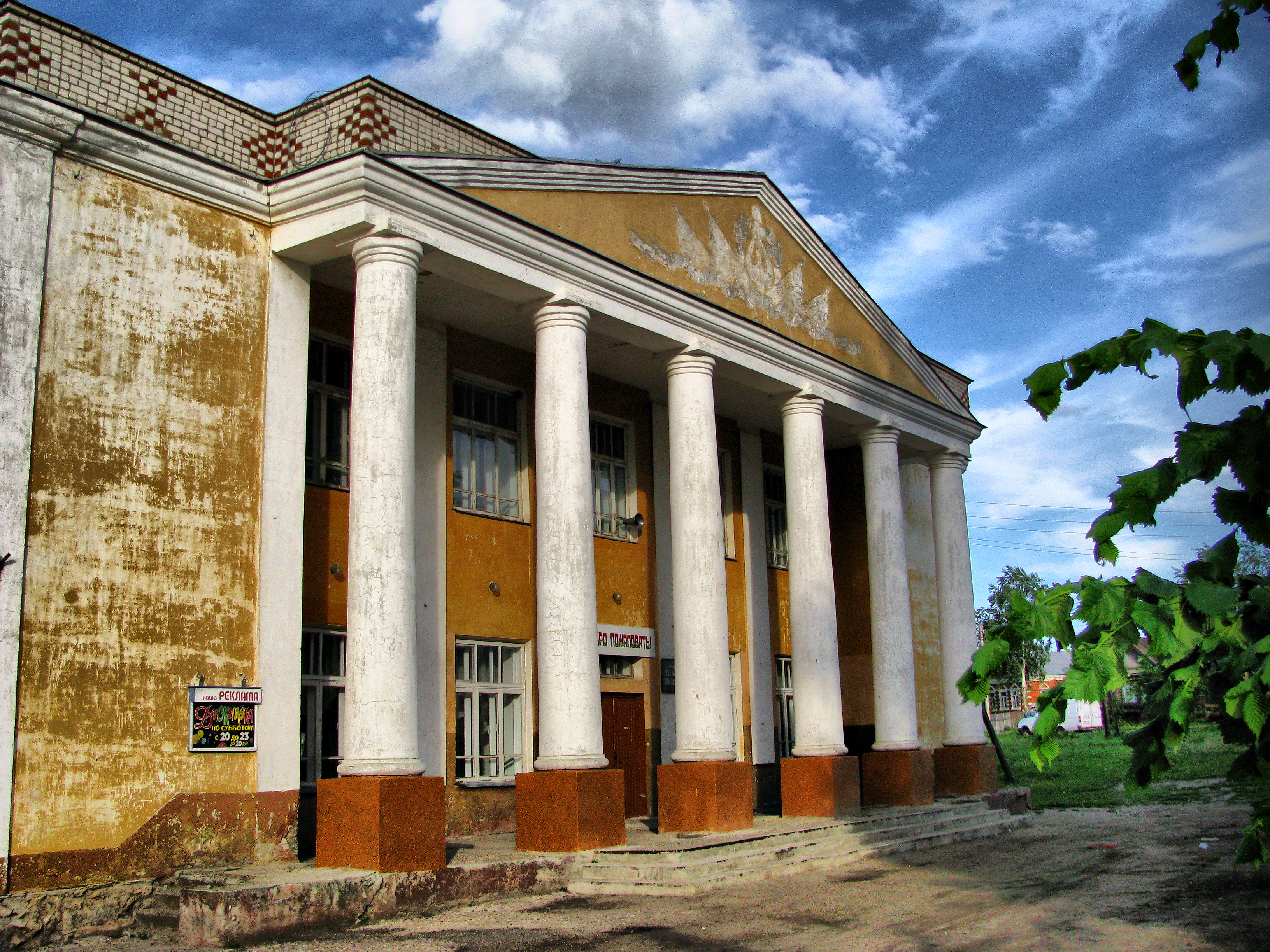
Будинок культури